# بيير ويليام
بيير ويليام (بالفرنسية: Pierre William)‏ هو منافس ألعاب قوى فرنسي، ولد في 17 ديسمبر 1928 في داكار في السنغال.

## وصلات خارجية
- بيير ويليام على موقع الاتحاد الفرنسي لألعاب القوى (الفرنسية)
- بيير ويليام على موقع اللجنة الأولمبية الدولية (الإنجليزية)
- بيير ويليام على موقع أوليمبيديا (الإنجليزية)